# 駒澤奧林匹克公園陸上競技場
35°37′32″N 139°39′49″E / 35.625611°N 139.663664°E
駒澤奧林匹克公園陸上競技場是一座位於東京都世田谷區的多功能運動場，建於1964年。該運動場由東京都政府擁有並由東京都體育文化事業團管理，主要用於田徑和球類比賽。

## 歷史
競技場的前身是1953年建設的駒澤野球場，這座棒球場是東映飛人隊（現時的北海道日本火腿鬥士）的主場。為了迎接1964年東京奧運會，駒澤野球場被拆除並重新興建，建成現在的駒澤奧林匹克公園陸上競技場。在1964年東京奧運會期間，該運動場與國立霞丘陸上競技場一起成為主要的比賽場地之一。該運動場原本也計劃用於1940年東京奧運會，但由於二戰爆發，該屆奧運會被取消。
奧運會後，競技場還舉辦多場重要的體育賽事，包括全日本大學足球錦標賽、全國高等學校足球錦標賽、關東學生美式足球聯賽等。此外，該運動場內還設有對外開放的駒沢訓練室，供一般市民使用。
2025年將在東京舉辦聽障奧林匹克運動會，將會舉行開閉幕式和田徑比賽。

## 外部連結
- 駒沢奧林匹克公園綜合運動場 （页面存档备份，存于） - 東京都體育文化事業團
- 駒沢奧林匹克公園綜合運動場陸上競技場 （页面存档备份，存于） - 東京都體育文化事業團
- 駒沢奧林匹克公園綜合運動場陸上競技場 （页面存档备份，存于） - 東京綠茵
- 駒沢奧林匹克公園綜合運動場的X（前Twitter）